# NGC 2697
NGC 2697 é uma galáxia espiral (S0-a) localizada na direcção da constelação de Hydra. Possui uma declinação de -02° 59' 16" e uma ascensão recta de 8 horas, 54 minutos e 59,3 segundos.
A galáxia NGC 2697 foi descoberta em 24 de Janeiro de 1851 por William Parsons.